# AS Salé (pallacanestro)
L'Association Sportive Salé (arabo: جمعية سلا), comunemente nota come AS Salé, è un club marocchino di pallacanestro con sede nella città di Salé. La squadra partecipa alla Division Excellence, il massimo campionato nazionale del Marocco. Tra i giocatori più rappresentativi figurano membri della nazionale marocchina maschile, come Abderrahim Najah, Zakaria El Masbahi e Soufiane Kourdou.
L'AS Salé ha vinto la Division Excellence per 9 volte e la Coppa del Trono del Marocco per ben 12 volte, risultando la squadra con il maggior numero di successi nella competizione. Il club ha conquistato anche un titolo continentale, la FIBA Africa Clubs Champions Cup, vinta nel 2017. Inoltre, Salé ha partecipato alle prime due edizioni della Basketball Africa League (BAL), nel 2021 e nel 2022.

## Storia
La società polisportiva dell'Association Sportive Salé è stata fondata nel 1928. La sezione di pallacanestro della polisportiva ha militato per anni nella Division Excellence, il massimo campionato marocchino, ma non ha conquistato il suo primo titolo nazionale fino al 2010.
Il 20 dicembre 2017, il Salé ha vinto l'edizione 2017 della FIBA Africa Clubs Champions Cup, il primo titolo internazionale del club e il primo successo di una squadra marocchina nella competizione dopo quasi vent'anni. Il trionfo è arrivato dopo la vittoria in finale contro la squadra della Tunisia dell’Étoile de Radès, nella sfida giocata proprio a Radès, con il punteggio di 77-69. L'allenatore della squadra era Said El Bouzidi. Al termine del torneo, Abdelhakim Zouita venne nominato MVP della competizione.
Il Salé ottenne la qualificazione anche per l'edizione successiva della FIBA Africa Clubs Champions Cup, la 2018-2019, dove ebbe nuovamente un'ottima stagione, raggiungendo la finale per il secondo anno consecutivo, ma non riuscì a superare la formazione dell'Angola del Primeiro de Agosto.
In qualità di vincitrice della Division Excellence 2018-2019, il quinto titolo nazionale consecutivo vinto dalla squadra ed il settimo in totale, il Salé si qualificò per la stagione inaugurale della Basketball Africa League (BAL). La prima edizione della nuova massima competizione africana venne rinviata al 2021, a causa della pandemia da COVID-19; alla sua prima partecipazione, trascinata dal miglior realizzatore del torneo, Terrell Stoglin, che ha mantenuto una media di 30,8 punti a partita, la squadra raggiunse i quarti di finale, dove però venne eliminata dall'Atlético Petróleos de Luanda, per 79-72.
Dopo che per due stagioni la Division Excellence era stata sospesa a causa della pandemia di COVID-19, il 27 luglio 2021 la squadra ha conquistato l’ottavo titolo nazionale nella sua storia, battendo in finale il FUS Rabat.
Nel marzo 2022, Liz Mills è stata nominata allenatrice del Salé, diventando la prima donna alla guida di una squadra maschile in Marocco e nel mondo arabo. Nella Basketball Africa League 2022 la squadra termina la terzo posto in classifica la Sahara Conference, ottenendo l'eccesso hai quarti di finale per il secondo anno; nei quarti di finale però la squadra è stata eliminata nuovamente dal Petro de Luanda, perdendo per 102-89. Al termine della competizione, Mills ha lasciato l’incarico e il ruolo di capo allenatore è stato nuovamente affidato a Said El Bouzidi. 

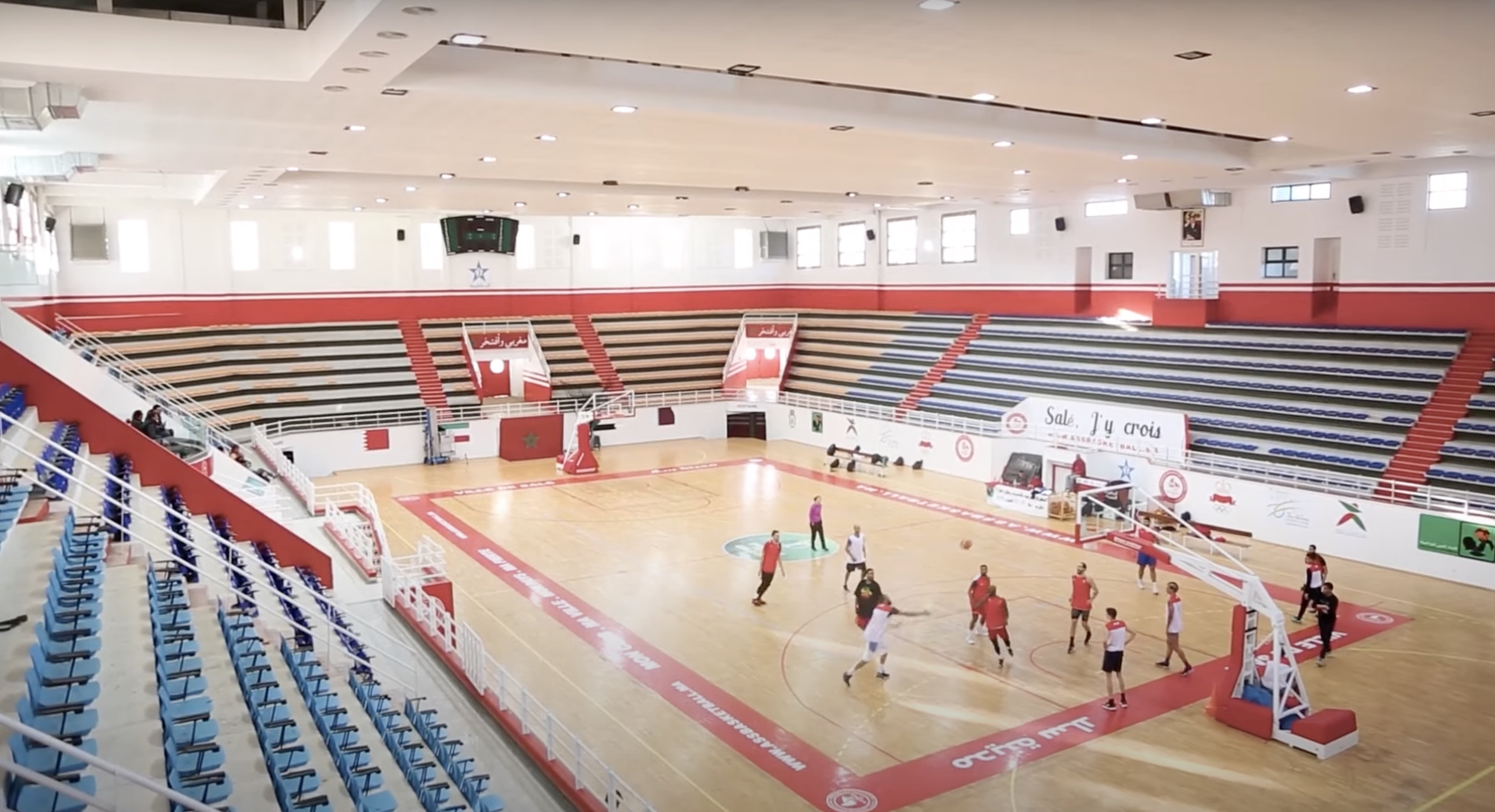
L'interno della Salle El Bouâzzaoui, arena di casa dell'AS Salé.

Il 30 giugno 2022, il Salé ha conquistato il nono titolo della Division Excellence, ancora una volta battendo in finale il FUS Rabat, sia all'andata, per 83-79, che al ritorno per 89-86.
Il 12 ottobre 2023, il Salé ha sconfitto l'Al-Ahly dell'Egitto, per 85-78, nella semifinale dell'Arab Club Basketball Championship 2023, accedendo così alla finale della competizione per la quinta volta nella sua storia. Tuttavia, la squadra si è classificata al secondo posto dopo aver perso l’atto conclusivo contro il Beirut Club per 86-75.
L'8 giugno 2024, dopo aver sconfitto per 70-53 il MAS Fès, la squadra si è aggiudicata la vittoria della Maroccan Basketball Throne Cup per la dodicesima volta nella storia del club, diventando la squadra con il maggior numero di titoli nella competizione.

## Palmarès

### Competizioni nazionali
- Division Excellence

Campioni (9): 2009-10, 2010-11, 2013-14, 2014-15, 2015-16, 2016-17, 2017-18, 2020-21, 2021-22
Finalista (5): 2003-04, 2006-07, 2007-08, 2008-09, 2023-24
- Maroccan Basketball Throne Cup

Campioni (12): 2005, 2007, 2009, 2010, 2011, 2012, 2014, 2015, 2016, 2017, 2018, 2024
Finalista (2): 2004, 2019

### Competizioni Internazionali
- FIBA Africa Clubs Champions Cup

Campioni (1): 2017
Finalista (1): 2019
Terzo posto (3): 2010, 2011, 2016
- Arab Club Basketball Championship

Finalista (5): 2011, 2014, 2016, 2017, 2023
Terzo posto (1): 2018

## Organico
Organico per la stagione 2024-2025
|    | Naz.                                   | Ruolo | Sportivo                  | Anno | Alt. | Peso |  |
| -- | -------------------------------------- | ----- | ------------------------- | ---- | ---- | ---- |  |
| 1  | Stati Uniti (bandiera)                 | G     | Daryl Lewis               | 1997 | 188  | 90   |  |
| 3  | Marocco (bandiera)                     | PG    | Bilal Dahhan              | 2002 | 182  | 85   |  |
| 5  | Belgio (bandiera) · Marocco (bandiera) | PG    | Yassine El Mahsini        | 1993 | 190  | 87   |  |
| 6  | Marocco (bandiera)                     | C     | Zakaria Ait Fatah         | 1991 | 208  | 102  |  |
| 9  | Marocco (bandiera)                     | AG    | Wail Habibi               | 1997 | 200  | 100  |  |
| 10 | Marocco (bandiera)                     | G     | Akram Sahli               | 2005 | 194  | 87   |  |
| 12 | Marocco (bandiera)                     | AG    | Ilias Aqboub              | 2002 | 204  | 99   |  |
| 14 | Marocco (bandiera)                     | AG    | Mohammed Chaoui Kouraichi | 1999 | 207  | 104  |  |
| 23 | Belgio (bandiera) · Marocco (bandiera) | C     | Khalid Boukichou          | 1991 | 208  | 102  |  |

### Staff tecnico
| Ruolo           | Nome               |
| --------------- | ------------------ |
| Capo Allenatore | Jean-Marc Jaumin   |
| Assistente      | Zakaria El mesbahi |
| Assistente      | Achraf Benalou     |

## Giocatori celebri
- Soufiane Kourdou
- Abdelali Lahrichi
- Zakaria El Masbahi
- Abderrahim Najah
- Abdelhakim Zouita
- Adam El Ghazi
- John Wilkins
- Yassine El Mahsini
- Khalid Boukichou
- Álvaro Calvo Masa
- Jugoslav Dašić
- Bojan Barjaktarevic
- Johndre Jefferson
- Munanga Maxi
- Ousmane Drame
- Parfait Bitee
- Will Solomon
- Wayne Arnold
- Chris Crawford
- Ra'Shad James
- Brandon Freeman
- Brandon Wood
- Brandon Fields
- Terrell Stoglin
- Willy Manigat
- Shane Walker
- Abdoulaye Harouna
- Radhouane Slimane

## Allenatori
- Rachid Yatribi (2008-2009)
- Mustapha Chiba (2009-2010)
- Vladimir Bosnjak (2010-2011)
- Lazare Adingono (2011-2012)
- Said El Bouzidi (2016-2018)
- Željko Zečević (2019)
- Said El Bouzidi (2020–2022)[18]
- Liz Mills (2022)
- Said El Bouzidi (2022–2023)
- Željko Zečević (2023–2024)
- Jean-Marc Jaumin (2024-in carica)